# 1921 Pala
1921 Pala eller 1973 SE är en asteroid i huvudbältet som upptäcktes den 20 september 1973 av den nederländsk-amerikanske astronomen Tom Gehrels vid Palomar-observatoriet. Den har fått sitt namn efter Indianreservatet Pala.
Den tillhör asteroidgruppen Griqua.